# Soignolles-en-Brie
Soignolles-en-Brie es una comuna francesa situada en el departamento de Sena y Marne, en la región de Isla de Francia.

## Demografía
| 834 | 840 | 940 | 1113 | 1474 | 1962 | 2009 |
| Para los censos de 1962 a 1999 la población legal corresponde a la población sin duplicidades (Fuente: INSEE [Consultar]) |     |     |      |      |      |      |